# 산상왕
산상왕(山上王, ?~227년, 재위 197년~227년)은 고구려의 제10대 국왕이다. 신대왕의 아들이자 고국천왕의 동생으로 휘는 연우(延優) 또는 이이모(伊夷模)이다. 《삼국사기》와 《삼국유사》에는 다른 이름으로 위궁(位宮)이 기록되어 있으며 중국의 북사에도 위궁은 그의 이름이라 한다. 《삼국지》 등의 중국의 다른 기록에 의하면 위궁은 산상왕이 아닌 동천왕의 이름이라 한다.
큰형인 고국천왕이 아들 없이 죽자, 형수 우씨의 지지를 얻어 즉위하였다. 그러나 셋째인 그가 서열을 무시하고 즉위하자 그 직후에 둘째 형인 발기가 반란을 일으켰다.

## 생애
신대왕의 아들로 《삼국사기》 고구려본기와 《삼국유사》에는 그가 태어날 때부터 태조왕과 같이 이빨이 나 있고, 사물을 볼 수 있었다 한다. 삼국사기와 삼국유사에 의하면 그의 이름이 위궁이라 하나, 중국의 《삼국지》에는 그의 아들 동천왕의 이름이라는 설도 있다.
《삼국사기》 고구려본기와 《삼국유사》, 중국 《북사(北史)》에 의하면 그는 태조왕의 증손자라 한다. 삼국사기 고구려본기및 삼국유사의 다른 기록에 의하면 신대왕은 태조왕의 동생이므로 태조왕은 그의 큰아버지가 된다.
고국천왕이 아들이 없이 죽자 고국천왕의 왕후 우씨의 지지를 받아 즉위하였다. 우 왕후는 산상왕의 아내가 되어 다시 왕후에 올랐다. 이것은 고구려의 형사취수 풍습이 남아있는 것이며, 우씨의 권력 유지를 위한 것이기도 했다. 산상왕의 형이었던 발기(發岐)는 자신이 왕위에 오르지 못한 것에 불만을 품고 군사를 동원하여 왕궁을 포위하였다. 그러나 3일 동안 산상왕이 농성하는 가운데 고구려 국내에서도 발기를 따르는 자가 없자 발기는 요동으로 망명하였다. 뒤이어 발기가 요동 태수 공손도(公孫度)에게 군사를 빌려 쳐들어 오니 왕은 동생 계수(罽須)를 보내 막게 하였다. 계수가 발기의 군대를 물리치자 발기는 자살하였다.
198년에 환도성(丸都城)을 쌓았고 203년에는 국상 을파소가 죽어 고우루(高優婁)를 후임 국상으로 삼았다. 209년에는 환도성으로 도읍을 옮겼다.
208년 겨울 음력 11월에 제사에 쓸 돼지가 달아나는 일이 일어났다. 제사 담당자는 돼지의 뒤를 쫓아 주통촌(酒桶村)에 이르렀는데, 거기서 후녀(后女)라는 20세 가량의 여인의 도움으로 돼지를 잡았다. 이 소식을 들은 산상왕은 후녀를 몰래 찾아가 하룻밤을 보냈다. 왕후는 이를 알고 분노하여 그 후녀를 죽이려 하였으나 후녀가 산상왕의 아들을 잉태하여 죽이지 못하였으며, 후녀는 아들 교체(郊彘)를 낳았다. 후녀는 소후(小后)로 봉해졌고 213년에는 후녀의 아들 교체가 태자에 책봉되었다.
217년에는 후한 평주(平州)의 하요(夏瑤)가 위나라 조조 군에 쫓겨 1천여 가(家)를 거느리고 투항하였으며, 왕은 책성(柵城)에 이들을 안치하였다. 227년에 서거하니 산상릉(山上陵)에 장사지냈다.

## 가계
- 부왕 : 신대왕
  - 왕후 : 왕후 우씨(于氏, ? ~ 234년 9월) - 우소(于素)의 딸. 고국천왕과 산상왕의 부인이다. 유언으로 산상왕릉 곁에 묻혔다.
  - 후궁 : 소후(小后, ? ~ ?) - 주통촌 출신의 평민 여인.
    - 아들 : 고우위거(高憂位居) - 제 11대왕 동천왕이 된다.

## 산상왕이 등장하는 작품
- 《우씨왕후》TVING, 2024년~2024년, 배우:강영석)

## 섬긴 사람들
- 고우루
- 계수
- 명림어수
- 을파소
- 하요

## 같이 보기
- 백제
  - 초고왕 (166년~214년)
  - 구수왕 (214년~234년)
- 신라
  - 내해 이사금 (196년~230년)
- 가야
  - 김수로왕 (42년?~199년)
  - 거등왕 (199년~253년)
- 왜
  - 주아이 천황 (190년~200년)
  - 진구황후 (200년~270년)
- 후한
  - 한 헌제 (189년~220년)
- 위
  - 위 세조 문제 (220년~226년)
  - 위 열조 명제 (226년~239년)
- 촉한
  - 촉한 열조 소열제 (221년~223년)
  - 촉한 유주 (223년~264년)
- 동오
  - 오 태조 대제 (229년~252년)